# 司馬順則
司马顺则（？—451年），刘宋青州人。
451年，司马顺则自称是晋朝皇室近族，聚众自称齐王。梁邹戍主崔勋之前去青州办事，五月初二，司马顺则乘虚偷袭梁邹城。同时一个和尚自称司马百年，也聚众自号安定王，响应司马顺则。七月，青州、冀州二州刺史萧斌派振武将军刘武之等率军消灭司马顺则和司马百年，斩杀二人。彻底平息梁邹之乱。